# کلوکزین
کلوکزین (به آلمانی: Klocksin) یک شهر در آلمان است که در Mecklenburgische Seenplatte District واقع شده‌است. کلوکزین  ۴۱۹ نفر جمعیت دارد.